# 문산역로
문산역로(Munsanyeok-ro)는 경기도 파주시 파주읍 통일공원앞 교차로 에서 파주시 문산읍 문산사거리 까지 연결하는 도로이다.

## 주요 경유지
경기도
- 파주시 (파주읍 . 문산읍)

## 노선
| 이름              | 접속 노선                 | 소재지 | 소재지 | 비고 |
| ----------------- | ------------------------- | ------ | ------ | ---- |
| 통일공원앞 교차로 | 국도 제1호선 (통일로)     | 파주시 | 파주읍 |      |
| 문산1교           |                           | 파주시 | 파주읍 |      |
|                   | 문산읍                    | 파주시 |        |      |
| 문산1교 교차로    | 개포래로                  | 파주시 |        |      |
| 선문교 교차로     | 지방도 제364호선 (문향로) | 파주시 |        |      |
| 선유과선교        |                           | 파주시 |        |      |
| 문산사거리        | 국도 제1호선 (통일로)     | 파주시 |        |      |

## 주요 건물 및 시설
- CU 문산경기북점 (문산역로 75/문산리 17-366)
- 도미노피자 문산점 (문산역로 75/문산리 17-366)
- 문산역 (문산역로 94/문산리 17-14)